# Camponotus peseshus
Camponotus peseshus är en myrart som beskrevs av Bolton 1995. Camponotus peseshus ingår i släktet hästmyror, och familjen myror. Inga underarter finns listade.